# Strojnikopodobne
Strojnikopodobne (Lampridiomorpha) – nadrząd morskich ryb promieniopłetwych z infragromady doskonałokostnych (Teleostei). Są to ryby głębinowe wywodzące się z bardzo starej ewolucyjnie linii. Pojawiły się prawdopodobnie 65 mln lat temu (w paleocenie Europy i Kaukazu).
Lampridiomorpha jest bazalną grupą kladu Acanthomorpha. Jej grupą siostrzaną są wszystkie wyżej rozwinięte ewolucyjnie rzędy ryb doskonałokostnych (Teleostei), określane jako Euacanthomorpha.
Lampridiomorpha obejmuje jeden rząd:
- Lampridiformes – strojnikokształtne